# Fabronia schwetschkeoides
Fabronia schwetschkeoides là một loài Rêu trong họ Fabroniaceae. Loài này được M. Fleisch. mô tả khoa học đầu tiên năm 1920.